# Aleucanitis caylino
Aleucanitis caylino là một loài bướm đêm trong họ Noctuidae.